# 유신 (영양강후)
유신(劉信, ? ~ ?)은 전한 후기의 제후로, 노공왕의 증손이다.

## 생애
오봉 원년(기원전 57년), 아버지 유경기의 뒤를 이어 영양후(寧陽侯)에 봉해졌다. 시호를 강(康)이라 하였고, 아들 유호가 작위를 이었다.

## 출전
- 반고, 《한서》 권15상 왕자후표 上

| 선대 아버지 영양안후 유경기 | 전한의 영양후 기원전 57년 ~ ? | 후대 아들 영양효후 유호 |